# عبدل‌میمون لات پاکوتاه
عبدل‌میمون لات پاکوتاه عنوان نمایشنامه‌ای نوشته محمد چرمشیر است که به‌عنوان دومین نمایشنامه در اثر چشم‌های بسته از خواب به چاپ رسیده‌است.

کهبد تاراج کارگردانی که این نمایشنامه را در تماشاخانه سنگلج روی صحنه برده‌است، دربارهٔ آن چنین می‌گوید:
این نمایش یک ابزورد پایین شهری است که هم می‌توان به عنوان یک کمدی پلیسی و هم یک هجویه از آن نام برد.
او همچنین درباره داستان این نمایشنامه گفته‌است:
داستان نمایش به این شکل روایت می‌شود که مردی همسرش در بیمارستان بستری و در حال مرگ است. او برای این‌که همسرش در ساعت‌های پایانی زندگی خوشحال باشد شروع می‌کند به تعریف کردن داستانی خنده‌دار از طبقه پنجم بیمارستان کسری. در این اثر از مسایل مختلفی چون امید، سینما، ورزش و … حرف زده می‌شود اما در نهایت به چیزی نمی‌رسیم و زن می‌میرد.
این نمایش بارها در سالن‌های مختلف به روی صحنه رفته‌است.